# Purau (Nouvelle-Zélande)
Le village de Purau est une petite localité de la région de Canterbury, située dans l’Île du Sud de la Nouvelle-Zélande, qui fait face à la ville de Lyttelton.

## Situation
Purau est localisée sur les berges de la Péninsule de Banks, sur l’une des baies du sud formant le mouillage de Lyttelton Harbour .

## Histoire
Purau a une longue histoire depuis l’installation du peuple Māori.
Les Ngāti Māmoe (en) vivaient ici avant l’installation des Ngāi Tahu dans la baie.
Il y a de nombreux sites de tombes Māori dans le secteur .
L’occupation Européenne débuta en 1843, quand les frères Greenwood mirent en route une ferme à cet endroit. 
Ils la vendirent ensuite aux frères Rhodes en 1847. 
William Barnard (en) et George Rhodes (en), prirent en charge la direction de la station d’élevage  ,. 
Quand Robert Heaton Rhodes (en), un autre frère de la famille Rhodes, arriva en Nouvelle-Zélande en 1850, il reprit la ferme de Purau .